# Christo Popov
Pour les articles homonymes, voir Popov.
Christo Popov, né le 8 mars 2002 à Sofia (Bulgarie), est un joueur français de badminton licencié au club de Fos-sur-Mer. Il est vice-champion du monde junior 2019. En 2020, il gagne en simple homme les Championnats de France ainsi que les Championnats d'Europe junior, et finit l'année numéro 1 du classement mondial junior. Cette même année, il remporte une médaille de bronze aux Championnats d'Europe par équipes.

## Biographie

### Jeunesse
Christo Popov naît le 8 mars 2002 à Sofia, dans une famille baignant dans le badminton : sa mère, Tzvetomira Popov, est arbitre national de badminton et son père, Toma Popov, est joueur de badminton professionnel puis entraîneur de l'équipe nationale de Bulgarie. En 2004, il arrive en France à Fos-sur-Mer, où son père s'est installé en 2003.
Il est le frère cadet de Toma Junior Popov, joueur de badminton, et le frère aîné de Boris Popov. Son oncle est Mihail Popov.

### Carrière
Christo Popov a commencé le badminton à l'âge de 5 ans.
Il se révèle très tôt comme un joueur prometteur. Il s'illustre notamment au niveau national en s'adjugeant le titre de champion de France benjamin (moins de 13 ans) en simple homme, double homme et double mixte en 2014. L’année suivante, il réitère en conservant son titre de champion de France en simple homme et double mixte.
En 2016, il est sacré champion de France minimes (moins de 15 ans), puis il gagne deux médailles d'argent, en simple homme et en double homme avec Kenji Lovang aux Championnats d'Europe de badminton des moins de 15 ans de 2016.
L’année suivante, il est sacré champion d'Europe des moins de 17 ans en double homme avec Kenji Lovang. En 2017, il remporte aussi le titre de champion de France cadets (moins de 17 ans) en simple homme, double homme et double mixte.

#### Évolution en Junior
En 2018, il devient vice-champion d'Europe junior aux Championnats d'Europe junior, en perdant en finale face à son compatriote Arnaud Merklé. Au niveau national, il conserve encore ses titres de champion de France de badminton cadets dans les trois catégories, simple homme, double homme et double mixte.
En 2019, il est sacré vice-champion du monde junior à Kazan. Il est défait en deux sets en finale par le Thaïlandais Kunlavut Vitidsarn, qui devient alors triple champion du monde junior. Cette année-là, Christo Popov finit numéro 2 du classement mondial junior, derrière le Thaïlandais. Au Championnat de France junior, il s'impose en simple homme, double homme et double mixte.
Aux Championnats d'Europe junior 2020 se déroulant à Lahti (Finlande), il remporte le titre de champion d'Europe en simple homme en s'imposant face à son compatriote Yanis Gaudin, et la médaille de bronze en double mixte avec Flavie Vallet. Aux Championnats d'Europe junior par équipes, il gagne la médaille d'argent. Tout au long de l’année 2020, il occupe la première place du classement mondial junior.

#### Débuts en senior
En 2020, Christo Popov devient champion de France senior en simple homme à l'âge de 17 ans, devenant ainsi le plus jeune joueur français à obtenir ce titre. Aux Championnats d'Europe de badminton par équipes 2020 à Liévin, il est appelé pour représenter la France et il gagne la médaille de bronze.
En 2022, il est à nouveau champion de France senior en simple homme, ainsi qu'en double messieurs avec son frère Toma Junior.
Aux Jeux européens de 2023, il remporte la médaille d'argent en simple et la médaille de bronze en double messieurs avec son frère Toma Junior.
Le 4 février 2024, il est à nouveau champion de France senior en simple homme, ainsi qu'en double messieurs avec son frère Toma Junior.
Le 3 mars 2024, il remporte la finale, en simple homme, du Super 300 de l'Open d'Allemagne, pour sa première victoire à un tournoi du circuit mondial senior (BWF World Tour). Quelques jours plus tard, le 15 mars 2024, il devient le premier Français depuis la création du BWF World Tour à atteindre les demi-finales d'un Super 1000, lors de l'Open d'Angleterre All England.
En avril 2024, aux championnats d'Europe de badminton 2024 il échoue à obtenir les points nécessaires à sa qualification pour les Jeux olympiques d'été de 2024 en perdant dès le premier tour face à Alex Lanier. Cependant il se qualifie son frère Toma Junior pour le double hommes des jeux olympiques à venir. Cette qualification intervient après une erreur de calcul de la BWF, qui déclasse la paire française Ronan Labar et Lucas Corvée au profit du duo Popov.
Lors des Jeux olympiques d'été de 2024, il participe en double avec son frère Toma Junior au tournoi double hommes. Avec deux défaites et une victoire, ils sont éliminés en phase de poule.

## Palmarès

### Parcours junior

#### Championnat du monde junior
| Année | Lieu          | Adversaire         | Score       | Résultat |
| ----- | ------------- | ------------------ | ----------- | -------- |
| 2019  | Kazan, Russie | Kunlavut Vitidsarn | 8-21, 11-21 | Argent   |

#### Championnat d'Europe junior
| Année | Lieu                                        | Adversaire    | Score       | Résultat |
| ----- | ------------------------------------------- | ------------- | ----------- | -------- |
| 2018  | Salle de sport de Kalev, Tallinn, Estonie   | Arnaud Merklé | 7-21, 14-21 | Argent   |
| 2019  | Institue Sportif Pajulahti, Lahti, Finlande | Yanis Gaudin  | 21-9, 21-18 | Or       |

| Année | Lieu                                        | Partenaire    | Adversaire                  | Score               | Résultat |
| ----- | ------------------------------------------- | ------------- | --------------------------- | ------------------- | -------- |
| 2020  | Institue Sportif Pajulahti, Lahti, Finlande | Flavie Vallet | Gustav Bjorkler Edith Urell | 18–21, 21–13, 15–21 | Bronze   |

### Parcours senior

#### Tournois BWF
| Année | Compétition                  | Niveau                  | Lieu                  | Adversaire          | Score              | Résultat  |
| ----- | ---------------------------- | ----------------------- | --------------------- | ------------------- | ------------------ | --------- |
| 2019  | PERFLY Italian International | International Challenge | Milan, Italie         | Subhankar Dey       | 21-16, 22-20       | Vainqueur |
| 2022  | Open d'Ukraine               | International Challenge | Kiev, Ukraine         | Ong Ken Yon         | 21-14, 22-20       | Vainqueur |
| 2022  | Nantes International         | International Challenge | Nantes, France        | Mads Christophersen | 8-21, 21-11, 14-21 | Finaliste |
| 2022  | Open des Pays-Bas            | International Challenge | Almere, Pays-Bas      | Mads Christophersen | 25-23, 21-10       | Vainqueur |
| 2024  | Open d'Allemagne             | Super 300               | Mülheim, Allemagne    | Rasmus Gemke        | 21-17, 21-16       | Vainqueur |
| 2024. | Open de Sarrebruck           | Super 300               | Sarrebruck, Allemagne | Toma Junior Popov   | 21-13, 21-10       | Vainqueur |
| 2025  | Open de Suisse               | Super 300               | Bâle, Suisse          | WENG Hong Yang      | 18-21, 3-21        | Finaliste |

| Année | Compétition                  | Niveau                  | Partenaire        | Adversaire                    | Score              | Résultat  |
| ----- | ---------------------------- | ----------------------- | ----------------- | ----------------------------- | ------------------ | --------- |
| 2018  | Open de Bulgarie             | International Series    | Toma Junior Popov | Chen Yu-jun Lin Bing-wei      | 17-21, 21-7, 21-17 | Vainqueur |
| 2019  | PERFLY Italian International | International Challenge | Toma Junior Popov | Bjarne Geiss Jan Colin Völker | 18-21, 16-21       | Finaliste |
| 2025  | Open d'Allemagne             | Super 300               | Toma Junior Popov | Kim Won Ho Seo Seung Jae      | 19-21, 17-21       | Finaliste |

#### Jeux Européens
| Year | Venue           | Opponent       | Score               | Result |
| ---- | --------------- | -------------- | ------------------- | ------ |
| 2023 | Tarnów, Pologne | Viktor Axelsen | 21–16, 16–21, 11–21 | Argent |

| Année | Lieu            | Partnaire         | Adversaires         | Score        | Résultat |
| ----- | --------------- | ----------------- | ------------------- | ------------ | -------- |
| 2023  | Tarnów, Pologne | Toma Junior Popov | Ben Lane Sean Vendy | 15–21, 14–21 | Bronze   |